# Micah Maʻa
Micah Maʻa, né le 16 avril 1997 à Kaneohe (Hawaï) , est un joueur américain de volley-ball. Il mesure 1,92 m et joue passeur.

## Palmarès

### Club et équipe nationale
- Championnat d'Amérique du Nord des moins de 19 ans
  - Vainqueur : 2014
- Coupe de France
  - Vainqueur : 2019-2020
- Jeux olympiques
  -  médaille de bronze JO 2024

### Distinctions individuelles
- Meilleur passeur du Championnat d'Amérique du Nord des moins de 19 ans 2014